# お笑いホープ大賞
お笑いホープ大賞（おわらいほーぷたいしょう）は、在京プロダクション一押し若手お笑い芸人がネタを競い、その年の一番の「ホープ」を決めるお笑いのコンテストである。
主催は、在京のプロダクション38社で構成される「お笑いコンベンション実行委員会」。

## 概要
既存のコンクールと異なる点として、
- お笑いコンベンション実行委員会に加盟しているプロダクションに所属していないと出場できない
- ピン芸、漫才、コント、パフォーマンス等一切のジャンルを問わない
- 1回戦から決勝に至るまで観客による採点が勝ち上がりに大きな比重を占める

在京民放局が協力しているコンテストだけに、ここで目立つ活躍をすることは全国ネットの番組に出演するチャンスが増えることを意味しており、第2回優勝のアンガールズはそれまで無名に近かったが、大賞受賞後飛躍的に仕事が増えている。
2007年の第5回大会では無名だった「小島義雄（出場時表記）」が、まったくのノーマークから決勝へ進出（敗者復活戦経由）。放送された小島のネタが動画アップロードサイトYouTubeにアップされ、驚異的な再生数を記録した。
2008年が最後の大会となり、新たな賞レースとして生まれ変わると発表された。また2008年大会には大賞とは別に「レッドカーペット賞」が新設された。
準決勝・決勝の模様はフジテレビ721で放送され（2008年はフジテレビCSHDでも）、決勝はフジテレビ地上波でも深夜に放送された。
2010年からはお笑いホープ大賞を引き継ぐ形で、お笑いハーベスト大賞が開催された。

## 大賞決定までの道のり・公式ルール
（以下はお笑いホープ大賞 THE FINALのルールである。）
予選
- 12組を1ブロックとしA〜Fの6ブロックを設定。
- 各組持ち時間を3分としネタを披露。持ち時間を1秒でもオーバーしたら失格。
- ジャンルは「漫才」「コント」「パフォーマンス」等、基本的に自由。
- 観客/招待審査員投票及びフジテレビバラエティー制作センター･事業センターによる審査で4組が勝ち上がりとして準決勝に進出（合計24組）。

準決勝
- 予選通過12組を1ブロックとし、A・Bの2ブロックを設定。
- 各組持ち時間を4分としネタを披露。持ち時間を1秒でもオーバーしたら失格。
- 観客/招待審査員投票及びフジテレビバラエティー制作センター･事業センターによる審査で5組が勝ち上がりとして決勝進出（合計10組）。

決勝
- 準決勝から勝ち上がった10組による決勝大会。
- 各組持ち時間を5分としネタを披露。持ち時間を1秒でもオーバーしたら失格。
- 観客/招待審査員投票、フジテレビ/特別審査員による審査で1組が「お笑いホープ大賞」に輝く。

## 歴代大会結果

### 第1回（2003年）
出典：
大賞：インスタントジョンソン（太田プロダクション）
決勝進出者：青木さやか、エレキコミック、スピードワゴン、バカリズム、劇団ひとり、磁石、インスタントジョンソン、さくらんぼブービー、粋なり、江戸むらさき
準決勝進出者：青木さやか、粋なり、インスタントジョンソン、ヴェートーベン、江戸むらさき、エレキコミック、クワバタオハラ、劇団ひとり、さくらんぼブービー、三拍子、18KIN、磁石、スピードワゴン、田上よしえ、飛石連休、長井秀和、バカリズム、ハミングステッチ、ペナルティ、モジモジハンター

### 第2回（2004年）
出典：
大賞：アンガールズ（ワタナベエンターテインメント）
決勝進出者：安田大サーカス、流れ星、パンクブーブー、タイムマシーン3号、キングオブコメディ、三拍子、南の風（風力3）、ダイノジ、次長課長、カンカラ、ヴェートーベン、アンガールズ
準決勝進出者：南の風（風力3）、パンクブーブー、コア、タイムマシーン3号、流れ星、佐久間一行、スマイリーキクチ、あばれヌンチャク、安田大サーカス、POISON GIRL BAND、ザブングル、カンカラ、号泣、ヴェートーベン、三拍子、ダイノジ、パラシュート部隊、星野卓也、アンガールズ、磁石、次長課長、ヒロシ、火災報知器、キングオブコメディ

### 第3回（2005年）
出典：
大賞：キングオブコメディ（プロダクション人力舎）
決勝進出者：磁石、東京03、こんらんチョップ、キングオブコメディ、三拍子、パッション屋良、タイムマシーン3号、パンクブーブー、ヴェートーベン、猫ひろし
準決勝進出者：ダーリンハニー、POISON GIRL BAND、オードリー、パンクブーブー、こんらんチョップ、タイムマシーン3号、Ｕ字工事、上々軍団、007、キングオブコメディ、友池中林、いとうあさこ、パッション屋良、火災報知器、ハマカーン、ランナァズハイ、三拍子、イワイガワ、磁石、大輪教授、アバンギャルド、ヴェートーベン、ゴッドファーザー、東京03、猫ひろし

### 第4回（2006年）
出典：
大賞：東京03（プロダクション人力舎）
決勝進出者： 三拍子、ラバーガール、茶井木竜象、東京03、上々軍団、キャン×キャン、ハマカーン、U字工事、やまもとまさみ、レム色、ザブングル、超新塾
準決勝進出者：キャン×キャン、ヤポンスキー、瞬間メタル、くじら、ハマカーン、超新塾、オジンオズボーン、クワバタオハラ、U字工事、ラバーガール、トゥワンダ、ザブングル、ヴェートーベン、yucky☆、東京03、茶井木竜象、THE GEESE、三拍子、どきどきキャンプ、ザ・パンチ、やまもとまさみ、ラヴドライブ、レム色、ブラックパイナーSOS、ランチランチ、上々軍団

### 第5回（2007年）
出典：
大賞：キャン×キャン（ヴィジョンファクトリー）　
決勝進出者：キャン×キャン、小島義雄、5番6番、THE GEESE、弾丸ジャッキー、超新塾、どきどきキャンプ、ハマカーン、Bコース、髭男爵、風藤松原、我が家
準決勝進出者：風藤松原、ハマカーン、ヴィンテージ、レム色、ラヴドライブ、超新塾、ナナイロ、弾丸ジャッキー、Bコース、マナティ、髭男爵、スカイラブハリケーン、どきどきキャンプ、キャン×キャン、U字工事、三拍子、響、瞬間メタル、THE GEESE、柳原可奈子、5番6番、ザブングル、ブルームフラワー、我が家

### THE FINAL（2008年）
出典：
大賞：ナイツ（マセキ芸能社）
爆笑レッドカーペット賞：THE GEESE（ASH&Dコーポレーション）
東京ウォーカー賞：ラバーガール
決勝進出者：THE GEESE、風藤松原、弾丸ジャッキー、ななめ45°、ラバーガール、ナイツ、オジンオズボーン、オードリー、マシンガンズ、三拍子
準決勝進出者：カナリア、はんにゃ、ななめ45°、トップリード、チーモンチョーチュウ、はた坊、マシンガンズ、フルーツポンチ、オードリー、じゅんご、THE GEESE、風藤松原、三拍子、髭男爵、チョップリン、上々軍団、響、オジンオズボーン、イワイガワ、ランチランチ、ラヴドライブ、ラバーガール、弾丸ジャッキー、ナイツ